# Umberto Montefiori
Umberto Montefiori (* 3. Dezember 1946 in Vezzano Ligure, Ligurien; † 9. Dezember 2019) war ein italienischer Politiker (Lega Nord, Italia Federale, Rinnovamento Italiano).

## Biographie
Montefiori besuchte das Liceo classico „Marco Polo“ in Venedig und studierte anschließend Rechtswissenschaften (laurea in giurisprudenza) an der Universität Turin. 1970 kam er als Carabiniere nach Meran in Südtirol, das sich in der Folge zu seinem Lebensmittelpunkt entwickelte. 1990 verließ er seine Carabinieri-Einheit im Rang eines Majors. Bei den Wahlen 1993 kandidierte Montefiori erfolgreich als Vertreter der Lega Nord für den Südtiroler Landtag und damit gleichzeitig den Regionalrat Trentino-Südtirol. Im Laufe der folgenden Legislaturperiode wechselte er zunächst zur neugegründeten Partei Italia Federale, um sich zuletzt dem Rinnovamento Italiano anzuschließen. Von 1996 bis 1998 fungierte er als Landtagspräsident. Nach dem Ende seiner politischen Laufbahn in Südtirol war Montefiori noch im Gemeinderat seiner Heimatgemeinde Vezzano Ligure aktiv.